# Limba arabă clasică
Araba clasică este o formă a limbii arabe utilizată în poezia preislamică, în Coran (numită în acest caz chiar araba coranică), în hadith-uri (tradițiile profetice), ca și în numeroase texte religioase, literare filosofice și științifice din perioadele omeyyadă și abbasidă (secolele 7-12). Ea a fost codificată în gramaticile din secolele 7-8 și se caracterizează prin regularitatea schematică a ansamblului gramatical. Cea mai cunoscută gramatică a limbii arabe clasice este cea a lui Sibawayhi, intitulată „Cartea” (Al-Kitāb; ar.: الكتاب), prin excelență. Plecând de la informațiile gramaticale oferite de textele poeziilor preislamice, de la Coran și hadith-uri, marele gramatic extrage regulile gramaticale ce guvernează această limbă.Pentru lexicul arab clasic, lucrarea de referință rămâne dicționarul "Lisān al-‘arab" (ar.: لسان العرب ; ro: "Limba arabilor") a lui Ibn Manzūr.  
Din arabă clasică derivă araba literară modernă standard, utilizată în scris și în exprimarea orală oficială (de exemplu, discursuri, prelegeri universitare, emisiuni de televiziune) în statele arabe actuale. Araba literară modernă standard diferă foarte puțin de araba clasică din punct de vedere morfologic. În schimb, între cele două tipuri de arabă există unele diferențe lexicale și sintactice, care reflectă influența dialectelor arabe și a unor limbi vest-europene asupra limbii arabe literare moderne standard. Cu toate acestea, granița dintre cele două este extrem de subtilă și greu de definit. Din această cauză, cei doi termeni (de arabă clasică și, respectiv, de arabă literară modernă standard) sunt folosiți nediferențiat în foarte multe surse. De altfel, pentru gramaticii arabi, această diferență nu există, ambele fiind numite (العربية الفصحى) “al-arabiyya al-fushā” 